# カイラー・フィリップス
カイラー・フィリップス（Kyler Phillips、1995年6月12日 - ）は、アメリカ合衆国の男性総合格闘家。カリフォルニア州トーランス出身。MMAラボ所属。UFC世界バンタム級ランキング14位。

## 来歴
3歳の時に父親がグレイシー柔術アカデミーでブラジリアン柔術を始めさせる。12歳の時にパンクラチオン、16歳の時に総合格闘技の試合を初めて行った。高校からアマチュアレスリングを始め、2010年に柔道カリフォルニア州王者、2012年に世界柔術選手権の青帯部門優勝、2013年にレスリングCIF南カリフォルニア地区優勝などの実績がある。

### 総合格闘技
2016年、プロ総合格闘技デビュー。ローカル団体で6戦5勝の戦績を残す。

### TUF
2018年、リアリティ番組「The Ultimate Fighter」のシーズン27に参加。チーム・ミオシッチにドラフト1位で選ばれ、フェザー級トーナメント1回戦でブラッド・カトーナと対戦するも判定負け。

### UFC
2020年2月29日、UFC初参戦となったUFC Fight Night: Benavidez vs. Figueiredoでガブリエル・シウバと対戦し、3-0の判定勝ち。ファイト・オブ・ザ・ナイトを受賞した。
2020年10月4日、UFC on ESPN: Holm vs. Aldanaでキャメロン・エルスと対戦し、グラウンドの肘打ち連打で2RTKO勝ち。パフォーマンス・オブ・ザ・ナイトを受賞した。
2021年3月6日、UFC 259でバンタム級ランキング14位のソン・ヤドンと対戦し、3-0の判定勝ち。
2021年7月24日、UFC on ESPN: Sandhagen vs. Dillashawでハウリアン・パイバと対戦し、0-2の判定負け。敗れはしたものの、ファイト・オブ・ザ・ナイトを受賞した。
2024年3月9日、UFC 299でバンタム級ランキング13位のペドロ・ムニョスと対戦し、3-0の判定勝ち。
2024年10月19日、UFC Fight Night: Hernandez vs. Pereiraでバンタム級ランキング10位のロブ・フォントと対戦し、0-3の判定負け。

## 戦績
| 総合格闘技 戦績 | 総合格闘技 戦績 | 総合格闘技 戦績 | 総合格闘技 戦績 | 総合格闘技 戦績 | 総合格闘技 戦績 | 総合格闘技 戦績 |
| --------------- | --------------- | --------------- | --------------- | --------------- | --------------- | --------------- |
| 16 試合         | (T)KO           | 一本            | 判定            | その他          | 引き分け        | 無効試合        |
| 12 勝           | 5               | 2               | 5               | 0               | 0               | 0               |
| 4 敗            | 0               | 0               | 4               | 0               | 0               | 0               |

| 勝敗 | 対戦相手                 | 試合結果                          | 大会名                                    | 開催年月日     |
| ×    | ヴィニシウス・オリベイラ | 5分3R終了 判定0-3                 | UFC 318: Holloway vs. Poirier 3           | 2025年7月19日  |
| ×    | ロブ・フォント           | 5分3R終了 判定0-3                 | UFC Fight Night: Hernandez vs. Pereira    | 2024年10月19日 |
| ○    | ペドロ・ムニョス         | 5分3R終了 判定3-0                 | UFC 299: O'Malley vs. Vera 2              | 2024年3月9日   |
| ○    | ラオーニ・バルセロス     | 5分3R終了 判定3-0                 | UFC on ESPN 50: Sandhagen vs. Font        | 2023年8月5日   |
| ○    | マルセロ・ロホ           | 3R 1:48 腕ひしぎ三角固め          | UFC 271: Adesanya vs. Whittaker 2         | 2022年2月12日  |
| ×    | ハウリアン・パイバ       | 5分3R終了 判定0-2                 | UFC on ESPN 27: Sandhagen vs. Dillashaw   | 2021年7月24日  |
| ○    | ソン・ヤドン             | 5分3R終了 判定3-0                 | UFC 259: Błachowicz vs. Adesanya          | 2021年3月6日   |
| ○    | キャメロン・エルス       | 2R 0:44 TKO（グラウンドの肘打ち） | UFC on ESPN 16: Holm vs. Aldana           | 2020年10月4日  |
| ○    | ガブリエル・シウバ       | 5分3R終了 判定3-0                 | UFC Fight Night: Benavidez vs. Figueiredo | 2020年2月29日  |
| ○    | エメカ・イフェカンドゥ   | 1R 2:30 KO（ハイキック）          | LFA 59                                    | 2019年2月1日   |
| ×    | ビクター・ヘンリー       | 5分3R終了 判定1-2                 | CXF 15: Rage in the Cage                  | 2018年10月20日 |
| ○    | ジェームス・グレイ       | 1R 0:46 TKO（パウンド）           | Dana White's Contender Series 4           | 2017年8月1日   |
| ○    | ジョナサン・キロズ       | 5分3R終了 判定3-0                 | LFA 13                                    | 2017年6月2日   |
| ○    | ジョージ・ガルシア       | 1R 2:55 TKO（パウンド）           | CXF 5: Night of Champions                 | 2016年12月17日 |
| ○    | PJ・スティー＝マリー     | 1R 4:37 カーフスライサー          | CXF 4: Fighting for Liam                  | 2016年9月10日  |
| ○    | テイラー・アルファロ     | 1R 2:30 TKO（パウンド）           | CXF 1: The Return                         | 2016年3月4日   |

## 表彰
- UFCファイト・オブ・ザ・ナイト（2回）
- UFCパフォーマンス・オブ・ザ・ナイト（1回）